# Moyale
Moyale är en stad på gränsen mellan Etiopien och Kenya. Den etiopiska delen ligger i regionen Oromia och den kenyanska delen är huvudort i distriktet Moyale i provinsen Östprovinsen.